# Australzwergkauz
Der Australzwergkauz (Glaucidium nana, Syn.: Glaucidium nanum) auch Patagonien-Sperlingskauz oder Araukanerkauz genannt, ist eine kleine Eulenart aus der Gattung der Sperlingskäuze. Er kommt ausschließlich in Südamerika vor.

## Erscheinungsbild
Der Australzwergkauz erreicht eine Körpergröße von etwa 17 bis 21 Zentimetern und ist damit eine verhältnismäßig große Sperlingskauzart. Federohren fehlen. Im Nacken hat der Australzwergkauz ein verhältnismäßig auffälliges Occipitalgesicht. Stirn und Oberkopf haben auffällige helle Längsstreifen. Die Augenbrauen und die Wachshaut sind weißlich. Die Körperoberseite ist dunkel graubraun mit weißen Flecken. Die Körperunterseite ist weißlich mit dunklen Längsstreifen. Die Augen sind gelb.
Im Norden überlappt sich das Verbreitungsgebiet mit dem einer Unterart des Brasilzwergkauzes. Diese Unterart ist auf der Körperunterseite etwas auffälliger längsgestreift, als dies beim Australzwergkauz der Fall ist. Der Peruzwergkauz ist etwas kleiner und hat einen eher gefleckten Oberkopf.

## Verbreitungsgebiet und Lebensraum
Das Verbreitungsgebiet des Australzwergkauzes erstreckt sich vom argentinischen Patagonien bis nach Tierra del Fuego. In Chile kommt er vom Süden der Atacamawüste bis nach Tierra del Fuego vor. Er ist grundsätzlich ein Standvogel. Einzelne Individuen wandern aber gelegentlich während strenger Winter weiter nach Norden. Der Lebensraum des Australzwergkauzes ist die offene Landschaft mit einzelnen Sträuchern und Baumgruppen. Seine Höhenverbreitung reicht vom Meeresniveau bis in Höhenlagen von 1.500 Meter über NN.

## Lebensweise
Der Australzwergkauz ist teils tagaktiv. Er ist grundsätzlich kein scheuer Vogel und kann auch während des Tages gelegentlich auf exponierten Ansitzwarten beobachtet werden. Etwa fünfzig Prozent seines Nahrungsspektrums machen Insekten aus. Kleinsäugetiere sowie Vögel machen einen großen Teil der übrigen Beute aus, die zum Teil ziemlich groß ist. Dazu zählen das etwa 160 Gramm schwere Chilesteißhuhn und die Ohrflecktaube, die durchschnittlich 137 Gramm wiegt.
Die Fortpflanzungsperiode beginnt normalerweise im August oder September mit der Balz. Das vom Männchen zum Teil aggressiv verteidigte Revier ist etwa einen Quadratkilometer groß. Als Nistgelegenheit werden in der Regel Baumhöhlen genutzt. Das Gelege besteht aus drei bis fünf weißen Eiern. Es brütet allein das Weibchen, das mit der Brut beginnt, sobald das letzte Ei gelegt ist. In freier Wildbahn werden Patagonien-Sperlingskäuze sechs bis sieben Jahre alt.

## Belege

### Einzelbelege
1. ↑   König et al., S. 414
2. ↑   König et al., S. 415